# Skreiabanen
De spoorlijn Reinsvoll - Skeia ook wel Skreiabanen genoemd, was een Noorse spoorlijn tussen  Reinsvoll en Skreia destijds gelegen in de provincie Oppland. Het was een zijlijn van de spoorlijn Oslo - Gjøvik. De lijn werd geopend in 1902, in 1988 werd de lijn gesloten.

## Afbeeldingen

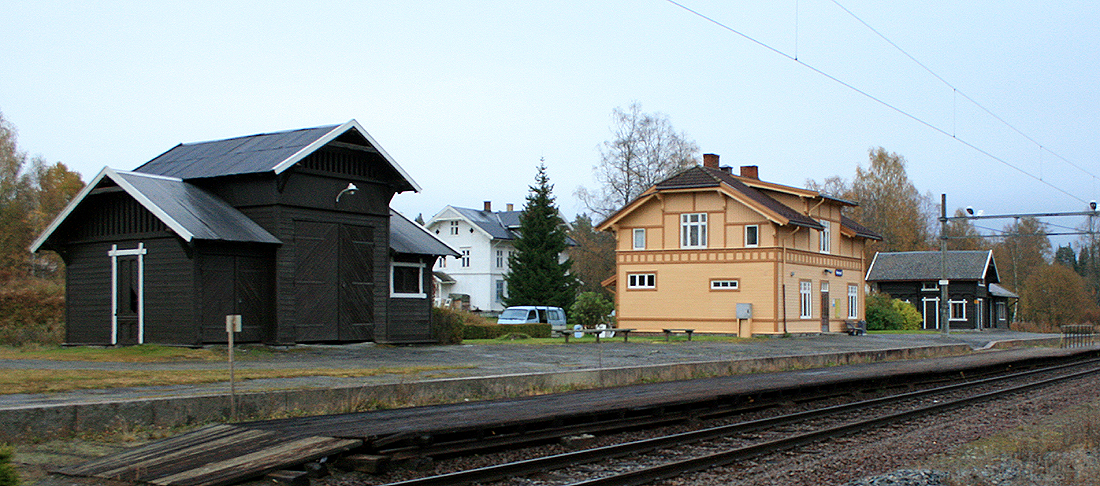
Station Reinsvoll
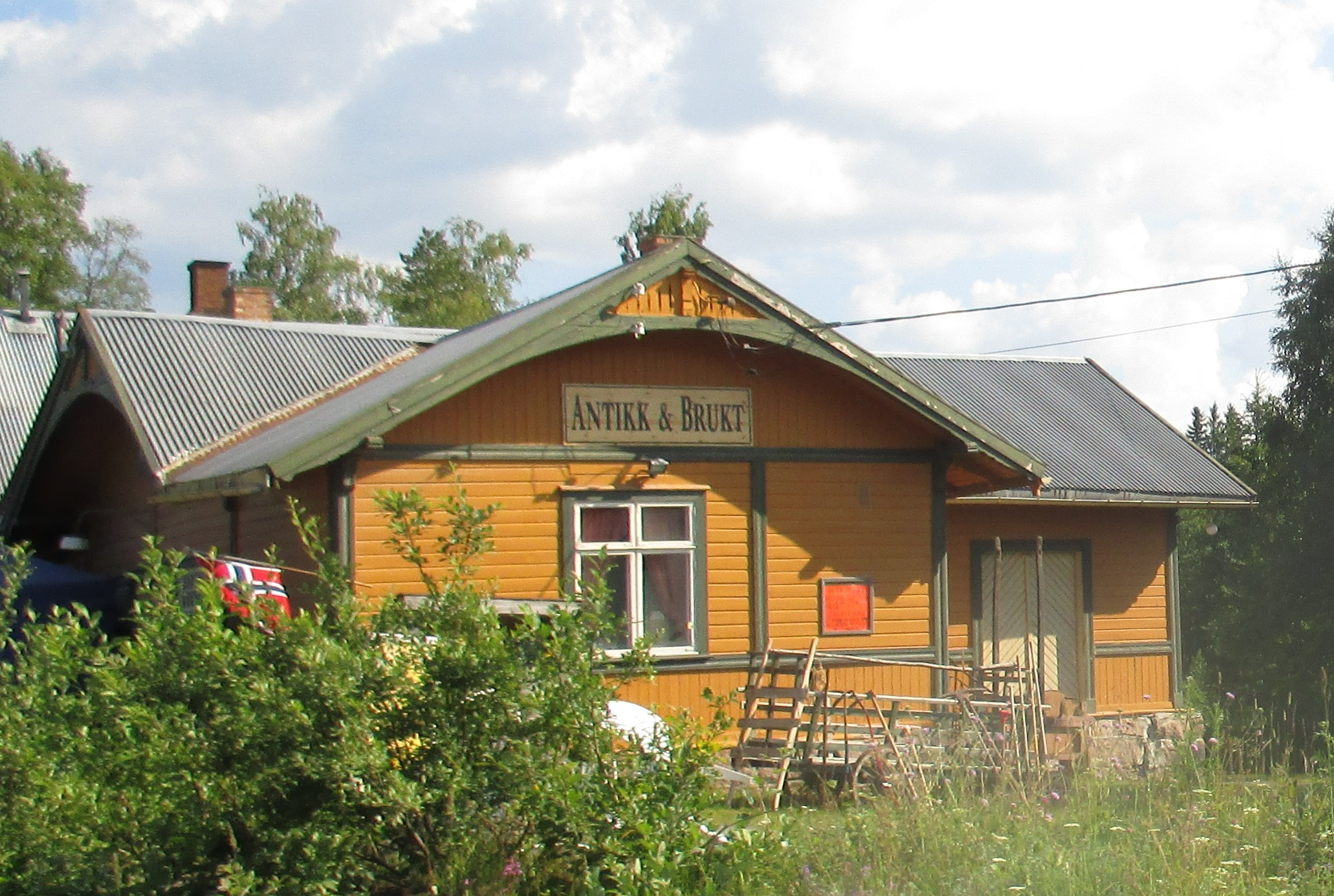
Station Bøverbru
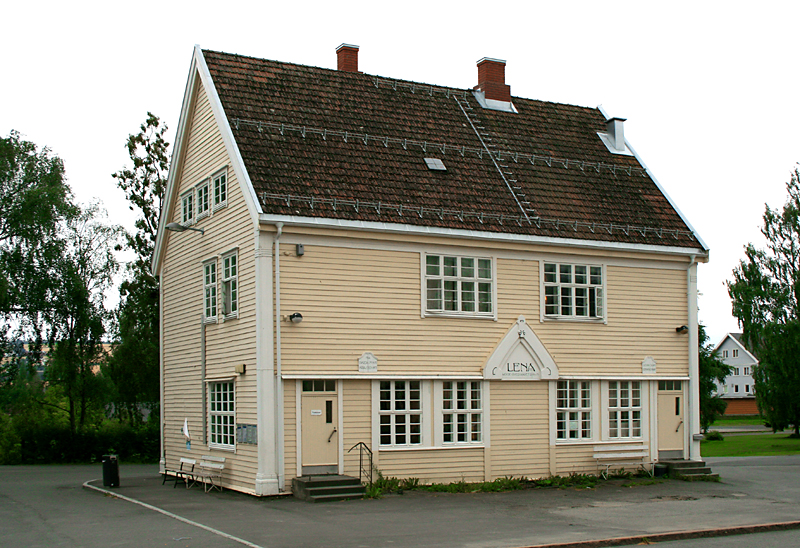
Station Lena
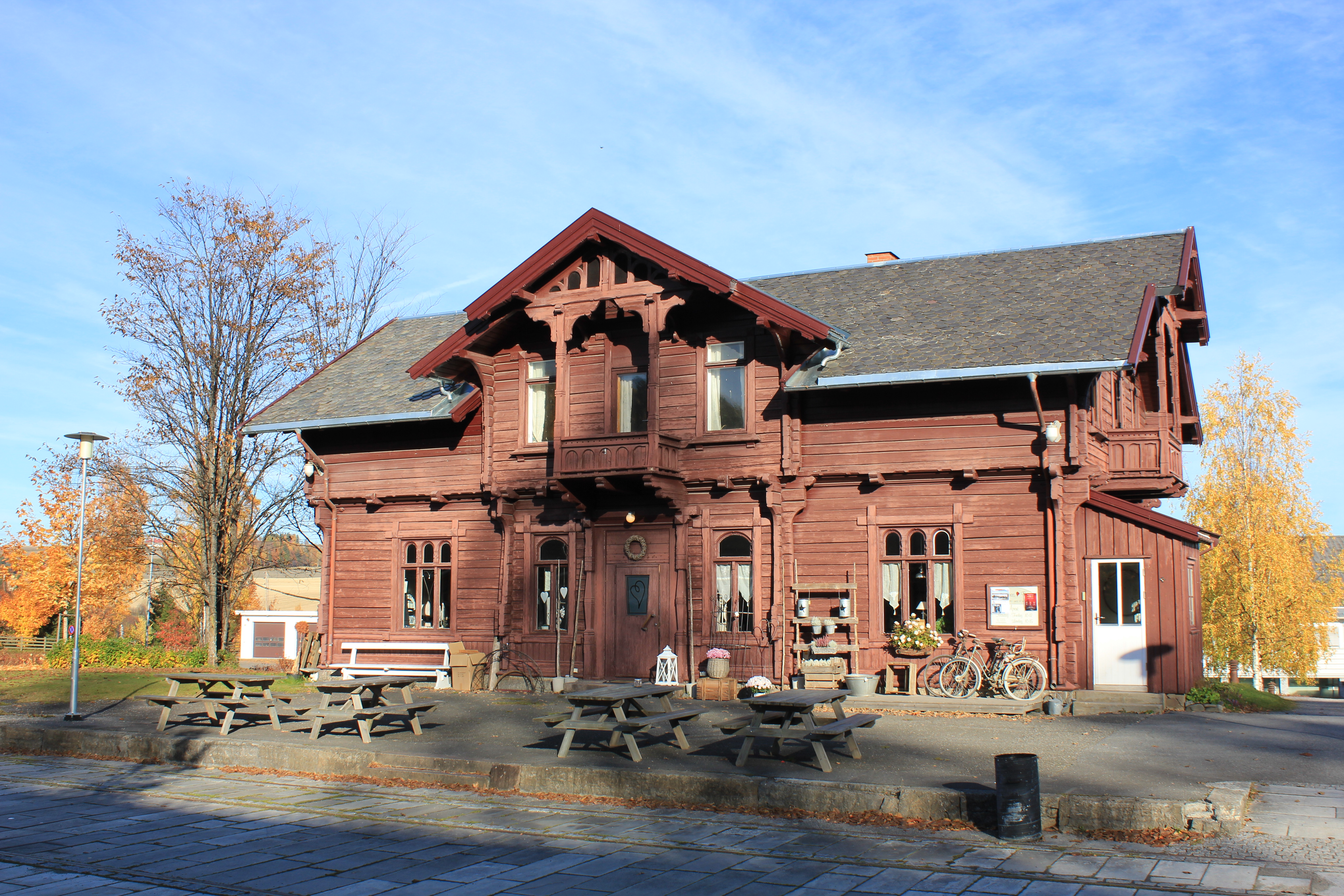
Station Skreia